# Bóng bàn tại Thế vận hội Mùa hè 2016
Bóng bàn tại Thế vận hội Mùa hè 2016 ở Rio de Janeiro được thi đấu từ 6 tới 17 tháng 8 năm 2016 tại nhà thi đấu số 3 thuộc Riocentro. Có 172 tay vợt (phân bố bằng nhau giữa nam và nữ) tham dự cả nội dung đơn và đồng đội. Bóng bàn đã xuất hiện tại Thế vận hội Mùa hè bảy lần trước bắt đầu từ Thế vận hội Mùa hè 1988 ở Seoul. Ngoài nội dung đơn nam và đơn nữ, nội dung đồng đội lần thứ ba xuất hiện thay thế cho nội dung đôi tại Thế vận hội Mùa hè 2008 ở Bắc Kinh.

## Vòng loại
Với tư cách chủ nhà, Brasil được mặc định vượt qua vòng loại sáu vận động viên.
22 tay vợt nam và 22 tay vợt nữ dẫn đầu bảng xếp hạng Olympic của Liên đoàn bóng bàn quốc tế công bố ngày 1 tháng 1 năm 2016 sẽ giành được quyền tham dự Thế vận hội. Không quốc gia nào có hơn hai tay vợt nữ của mỗi nội dung đơn tại kỳ Thế vận hội này, vì vậy một số tay vợt dưới xếp dưới vị trí 28 được vợt qua vòng loại dựa vào bảng xếp hạng.
40 suất sẽ dành cho môn bóng bàn với tối đa hai vận động viên một NOC mỗi giới thông qua vòng loại khu vực từ 1 tháng 7 năm 2015 tới 24 tháng 4 năm 2016: 6 dành cho châu Phi và Mỹ Latinh, 11 dành cho châu Á và châu u và 3 từ Bắc Mỹ và châu Đại Dương. Một suất mời sẽ được phân bổ bởi Liên đoàn bóng bàn quốc tế (ITTF).
Đối với nội dung đồng đội, NOC có vị trí cao nhất của mỗi châu lục đã có hai tay vợt vượt qua vòng loại của nội dung đơn sẽ được thêm một vận động viên để tạo thành một đội ba người. Mười đội còn lại được dành cho 9 NOC có thứ hạng cao nhất ở bất cứ châu lục nào có hai tay vợt ở nội dung đơn và nước chủ nhà Brasil. Nếu có ít hơn 9 đội, các đội có vị trí tốt nhất với một tay vợt sẽ được chọn.

## Lịch thi đấu
| VL | Vòng loại | ¼ | Tứ kết | ½ | Bán kết | CK | Chung kết |

| Nội dung↓/Ngày→ | Bảy 6 | CN 7 | Hai 8 | Ba 9 | Tư 10 | Tư 10 | Năm 11 | Năm 11 | Sáu 12 | Bảy 13 | CN 14 | CN 14 | Hai 15 | Hai 15 | Ba 16 | Tư 17 |
| --------------- | ----- | ---- | ----- | ---- | ----- | ----- | ------ | ------ | ------ | ------ | ----- | ----- | ------ | ------ | ----- | ----- |
| Đơn nam         | VL    | VL   | VL    | ¼    |       |       | ½      | CK     |        |        |       |       |        |        |       |       |
| Đồng đội nam    |       |      |       |      |       |       |        |        | VL     | VL     | ¼     | ¼     | ½      | ½      |       | CK    |
| Đơn nữ          | VL    | VL   | VL    | ¼    | ½     | CK    |        |        |        |        |       |       |        |        |       |       |
| Đồng đội nữ     |       |      |       |      |       |       |        |        | VL     | ¼      | ½     | ½     |        |        | CK    |       |

## Các quốc gia tham dự
- Úc (6)
- Áo (6)
- Belarus (3)
- Brasil (6)
- Canada (2)
- Trung Quốc (6)
- Colombia (1)
- Cộng hòa Congo (3)
- Croatia (1)
- Cộng hòa Séc (4)
- Đan Mạch (1)
- Ai Cập (5)
- Fiji (1)
- Phần Lan (1)
- Pháp (4)
- Đức (6)
- Anh Quốc (3)
- Hy Lạp (1)
- Hồng Kông (6)
- Hungary (3)
- Ấn Độ (4)
- Iran (3)
- Nhật Bản (6)
- Kazakhstan (1)
- Liban (1)
- Luxembourg (1)
- México (2)
- Hà Lan (3)
- Nigeria (5)
- CHDCND Triều Tiên (4)
- Paraguay (1)
- Philippines (1)
- Ba Lan (6)
- Bồ Đào Nha (5)
- Puerto Rico (2)
- Qatar (1)
- România (5)
- Nga (3)
- Serbia (1)
- Singapore (5)
- Slovakia (3)
- Slovenia (1)
- Hàn Quốc (6)
- Tây Ban Nha (3)
- Thụy Điển (5)
- Syria (1)
- Đài Bắc Trung Hoa (6)
- Thái Lan (3)
- Tunisia (1)
- Thổ Nhĩ Kỳ (2)
- Ukraina (2)
- Hoa Kỳ (6)
- Uzbekistan (1)
- Vanuatu (1)
- Venezuela (1)

## Huy chương

### Bảng xếp hạng huy chương
| 1    | Trung Quốc        | 4 | 2 | 0 | 6  |
| 2    | Nhật Bản          | 0 | 1 | 2 | 3  |
| 3    | Đức               | 0 | 1 | 1 | 2  |
| 4    | CHDCND Triều Tiên | 0 | 0 | 1 | 1  |
| Tổng | Tổng              | 4 | 4 | 4 | 12 |

### Các nội dung
| Nội dung     | Vàng                                                    | Bạc                                                          | Đồng                                                        |
| ------------ | ------------------------------------------------------- | ------------------------------------------------------------ | ----------------------------------------------------------- |
| Đơn nam      | Mã Long · Trung Quốc                                    | Trương Kế Khoa · Trung Quốc                                  | Mizutani Jun · Nhật Bản                                     |
| Đồng đội nam | Trung Quốc (CHN) · Trương Kế Khoa · Mã Long · Từ Tân    | Nhật Bản (JPN) · Niwa Koki · Mizutani Jun · Yoshimura Maharu | Đức (GER) · Timo Boll · Dimitrij Ovtcharov · Bastian Steger |
| Đơn nữ       | Đinh Ninh · Trung Quốc                                  | Lý Hiểu Hà · Trung Quốc                                      | Kim Song-I · CHDCND Triều Tiên                              |
| Đồng đội nữ  | Trung Quốc (CHN) · Đinh Ninh · Lưu Thi Văn · Lý Hiểu Hà | Đức (GER) · Hàn Oánh · Petrissa Solja · Đan Tiểu Na          | Nhật Bản (JPN) · Fukuhara Ai · Ishikawa Kasumi · Ito Mima   |